# Lut
Lut (lees: Loet) (Arabisch: لوط) is in de islam een profeet en  boodschapper die door God werd gezonden naar de bevolking van Sodom. Lut is een van de profeten wiens naam in de Koran voorkomt. Hij is in het jodendom en christendom bekend als Lot.
De profeet Lut is volgens de islamitische traditie de zoon van Haran, de neef van de boodschapper Ibrahim (Abraham). Nadat Lut samen met Ibrahim uit het land van Nemrut naar Damascus emigreerde, werd hij door God voor de bevolking van Sodom als profeet gezonden. Hij verkondigde aan de mensen daar het geloof van de boodschapper Ibrahim.
De bevolking van Sodom was ver verwijderd van geloof en moraliteit en de mannelijke bevolking pleegde openlijk homofilie en verkrachtingen. De Koran maakt duidelijk dat Lut de bevolking meerdere malen opriep om naar de geboden van God te leven en een einde te maken aan homofiele handelingen. Hij werd hierop bedreigd met ballingschap uit Sodom. Hierdoor verdienden zij de toorn van God.
Gods boodschappers Gabriël, Michaël en Uriël kwamen in de gedaante van drie jonge mannen naar Ibrahim toe en deelden hem het nieuws mee dat zij de bevolking van Sodom zouden gaan vernietigen, maar dat zij Lut en de gelovigen zouden redden. Ook verkondigden zij aan hem de geboorte van zijn tweede zoon, die Ishaq (Isaak) zou gaan heten. Nadat de engelen Ibrahim hierna hadden verlaten kwamen zij naar Lut. Toen de bevolking hiervan wist, kwamen zij naar het huis van Lut en vroegen aan hem om de drie jonge mannen aan hen over te leveren. Nadat de drie jonge mannen de machteloosheid van Lut tegenover de bevolking waarnamen, maakten zij hem duidelijk dat zij Gods engelen waren en dat hij zich niet over zichzelf zorgen hoefde te maken omdat zijn volk hem niks kon doen en de volgende ochtend vernietigd zou worden, waaronder zijn ongelovige vrouw.
De volgende ochtend werd de bevolking van Sodom samen met de stad volledig vernietigd. De stad werd op zijn kop gezet en werd vanuit de hemel bestookt met stenen.
Na de vernietiging van zijn volk werd Lut samen met zijn volgelingen door God naar de Hidjaz gestuurd. Tot zijn dood zou hij daar blijven.

## Hadith
Volgens een Hadith zou Mohammed hebben gezegd: Na mijn heengaan ben ik het bangst dat mijn gemeenschap datgene (homofilie) zou gaan doen, hetgeen de bevolking van Sodom heeft gedaan.